# Mission: Impossible (jogo eletrônico)
Missão: Impossível é um jogo de ação-aventura desenvolvido pela Infogrames e vagamente baseado no filme de 1996 de mesmo nome. Foi lançado originalmente para o Nintendo 64 em 1998. No jogo, o jogador assume o papel de Ethan Hunt, um agente da Impossible Missions Force (IMF) que deve limpar seu nome depois que um agente infiltrado entrou na IMF. O jogo tem 20 níveis , onde o jogador deve completar vários objetivos da missão com o uso de inúmeros aparelhos de alta tecnologia.
Originalmente concebido como um ambicioso jogo de PC pela inglesa Ocean Software, Mission: Impossible estava em desenvolvimento há três anos e sofreu um incômodo do ciclo de desenvolvimento, em parte devido a uma superestimação do que um Nintendo 64 poderia fazer. Em 1997, após a Infogrames comprou a Ocean, e optou por colocar uma nova equipe com sede em Lyon, em para sua conclusão. Embora o jogo possua a mesma premissa do filme, ele não pretende ser uma tradução direta e tem a sua própria história.
Mission: Impossible, foi um sucesso comercial e vendeu mais de um milhão de cópias até fevereiro de 1999. O jogo recebeu críticas mistas e foi muitas vezes comparado com GoldenEye 007 feito pela Rare e lançado em 1997. O jogo foi geralmente criticado por sua inconsistente jogabilidade e controles lentos. O jogo portado foi portado para PlayStation em 1999, com efeitos de iluminação, dublagem, e outras pequenas melhorias.

## Jogabilidade
Mission: Impossible é um jogo para um jogador de ação-aventura baseado no filme de 1996 com o mesmo nome, onde o jogador controla Ethan Hunt em perspectiva de terceira pessoa, através de 20 níveis. Em cada nível, o jogador deve completar uma série de objetivos que incluem a coleta de itens, interagindo com computadores, instalação de explosivos e neutralizar inimigos específicos. O jogo geralmente requer que o jogador tenha cuidado e contenção na realização destes objetivos. O uso da violência é geralmente desencorajado e é fácil falhar em uma missão acidentalmente atirando num personagem do jogo.
Muitos níveis podem ser concluídos de forma não linear e exigem que os jogadores utilizem inúmeros aparelhos de alta tecnologia. Por exemplo, o dispositivo Facemaker que disfarça Ethan com o rosto de outro personagem, permitindo que o jogador se infiltre em áreas restritas. Outros dispositivos notáveis são óculos de visão noturna, geradores de fumaça, e um scanner de impressões digitais, entre os destaques. Para neutralizar os inimigos, o jogador pode usar uma variedade de armas, incluindo uma pistola com silenciador, uma submetralhadora Uzi, uma zarabatana, uma arma de eletrochoque, e um mini-lança-foguetes. O combate acontece em tempo real e a mira é manual, sobre o ombro.
Três níveis do jogo são jogados de maneira especial. Em um nível, Ethan Hunt é preso num cabo, e o jogador deve ajudá-lo a ir para baixo, evitando os alarmes; em outro nível, o jogador assume o papel de um membro da equipe que deve cobrir Ehan com um fuzil de precisão de uma posição mais elevada; e na última, o jogador deve controlar um canhão e destruir os edifícios, enquanto Hunt pilota uma canhoneira. Hunt tem uma certa quantidade de saúde que diminui quando atacado por inimigos. Se a saúde é totalmente descarregada, o jogador tem de reiniciar o correspondente nível desde o início. O jogo pode ser jogado em dois modos de dificuldade: é Possível (fácil) e Impossível (difícil). No difícil, Hunt é mais vulnerável a danos inimigo, os inimigos são mais resistentes, e há mais de objetivos em cada nível. O jogo suporta Rumble Pak.

## Enredo
Jim Phelps, líder da Impossible Missions Force (FMI), recebe uma mensagem sobre uma conspiração terrorista em uma base de submarinos abandonados da II Guerra Mundial no paralelo 70 norte, onde eles planejam enviar mísseis para um país rival. Phelps implanta Ethan Hunt, John Clutter e Andrew Dowey para destruir o submarino com os mísseis. Enquanto isso está acontecendo, Alexander Golystine, um funcionário da Embaixada da Rússia em Praga, sequestra a agente Candice Parker e rouba metade da lista da CIA chamada NOC, essa lista contém o nome real e falso de todos agentes da IMF. Embora seja inútil sem a outra metade, a embaixada possui um poderoso supercomputador que pode ser capaz de quebrar o código para abrir o documento.

## Desenvolvimento
Mission: Impossible, foi anunciado em Maio de 1996, como um dos primeiros jogos para Nintendo 64. Ele foi originalmente desenvolvido pela equipe do Ocean, que era baseada em San Jose, Califórnia. Ocean, era famosa por criar inúmeros jogos licenciados, incluindo títulos de sucesso, como Batman e Jurassic Park. Decidiram criar um jogo de espionagem que seria digno do filme Missão: Impossível. O Nintendo 64 era relativamente desconhecido quando a produção começou. O Desenvolvedor David Dixon, que anteriormente trabalhou na versão de sucesso de RoboCop para Amiga de 1989, criando o motor do jogo. Uma primeira versão do jogo contou com modelos de personagens que foram montadas usando até 350 polígonos. Uma nova inteligência artificial também foi criada, permitindo que os personagens controlados pelo computador recebesse um conjunto complexo de instruções.